# Rui Vaz
Rui Vaz es una localidad caboverdiana del municipio de São Domingos.

## Geografía
La localidad está situada en la isla Santiago.

## Organización territorial
La localidad abarca los lugares y barrios de:
- Café
- Cancelo
- Cidreira
- Covão de Rui Vaz
- Covão de Vento
- Curralinho
- Cutelo Cidreira
- Cutelo Correia
- Cutelo Mendes
- Lém da Veiga
- Lém Vieira
- Monte Fundo
- Monte Leão
- Pedra Galinha
- Ponta Baixo
- Ponta Cruz
- Vila